# Jan Anderle
Jan Anderle (* 1900 in Vyškov; † 13. Dezember 1982 in Mülhausen) war ein mährisch-tschechischer Testpilot und Konstrukteur, der u. a. auch das tschechische Industriedesign beeinflusste.

## Leben

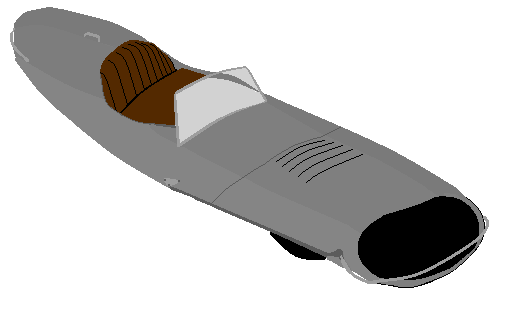
Zeichnung eines von Jan Anderle entwickelten Dálník der 1940er Jahre

1914 begann er in Brno (Brünn) eine Ausbildung zum Maschinisten und wurde Lokomotivführer. 1918 kämpfte er in der österreichisch-ungarischen Armee am Piave in Italien. 1921 begann er seinen Militärdienst in Olomouc (Olmütz), absolvierte die Flugschule in Cheb (Eger) und wurde Fluglehrer in Prostějov (Proßnitz). 1929 begann er als Testpilot.
Im Zweiten Weltkrieg wurde er aufgrund eines anonymen Hinweises von der deutschen Gestapo verhört, doch seine Qualifikation als Testpilot rettete ihn vor weiterer Verfolgung. Zwischen 1938 und 1941 entwickelte er 25 Einspurwagen, genannt Dálník, mit Stromlinienkarosserie auf einem Motorrad-Motor, ähnlich späteren Kabinenrollern. Es unterschied sich vom Mauser-Einspurauto dadurch, dass die Stützräder mittels Hand- oder Fußbetätigung angehoben werden konnten, was den Anfahrvorgang vereinfachte.
Nach dem Krieg war er leitender Testpilot und Konstrukteur für die tschechische Flugzeugfabrik Aero.
Nach der kommunistischen Machtübernahme im Jahr 1948 floh er mit einer Aero-Maschine in den Westen. Auf Drängen seiner Frau kehrte er zurück, wurde aber 1950 zu fünfzehn Jahren Gefängnis verurteilt und sein Vermögen wurde beschlagnahmt. Als “Verräter, Spion, Saboteur und Feind der Arbeiterklasse” verbrachte er fünf Jahre in den Uran-Minen in Jáchymov (Sankt Joachimsthal) und zwei Jahre im Gefängniskrankenhaus. Nach seiner Entlassung im Jahre 1957 musste er noch sechs Jahre Zwangsarbeit beim Dammbau des Stausees Lipno leisten.
1967 wanderte er aus nach Kirchheim in Deutschland und später ins französische Mülhausen, wo er in sehr bescheidenen Verhältnissen auf dem Flugplatz Mülhausen-Habsheim lebte. Er lernte dort den Schweizer Arnold Wagner kennen und gab den Anstoß zur Konstruktion und Bau des Ecomobiles.